# 颱風比麗 (1959年)
颱風比麗（英語：Typhoon Billie，國際編號：5905）為1959年太平洋颱風季的熱帶氣旋之一。

## 影響

### 台灣
- 當地評定巔峰強度分級：（CWB）
- 當地評定最大持續風速：45每秒（87節；160每小時）（一分鐘）
- 當地發布之颱風警報：海上陸上颱風警報

## 熱帶氣旋警告使用記錄

### 臺灣
| 中央氣象局 颱風警報 | 中央氣象局 颱風警報 | 中央氣象局 颱風警報 |
| ------------------- | ------------------- | ------------------- |
| 上一熱帶氣旋        | 海上颱風警報        | 下一熱帶氣旋        |
| 輕度颱風魏達        | 海上颱風警報        | 中度颱風艾倫        |
| 強烈颱風葛瑞絲      | 陸上颱風警報        | 中度颱風艾倫        |